# Charlotte Buff

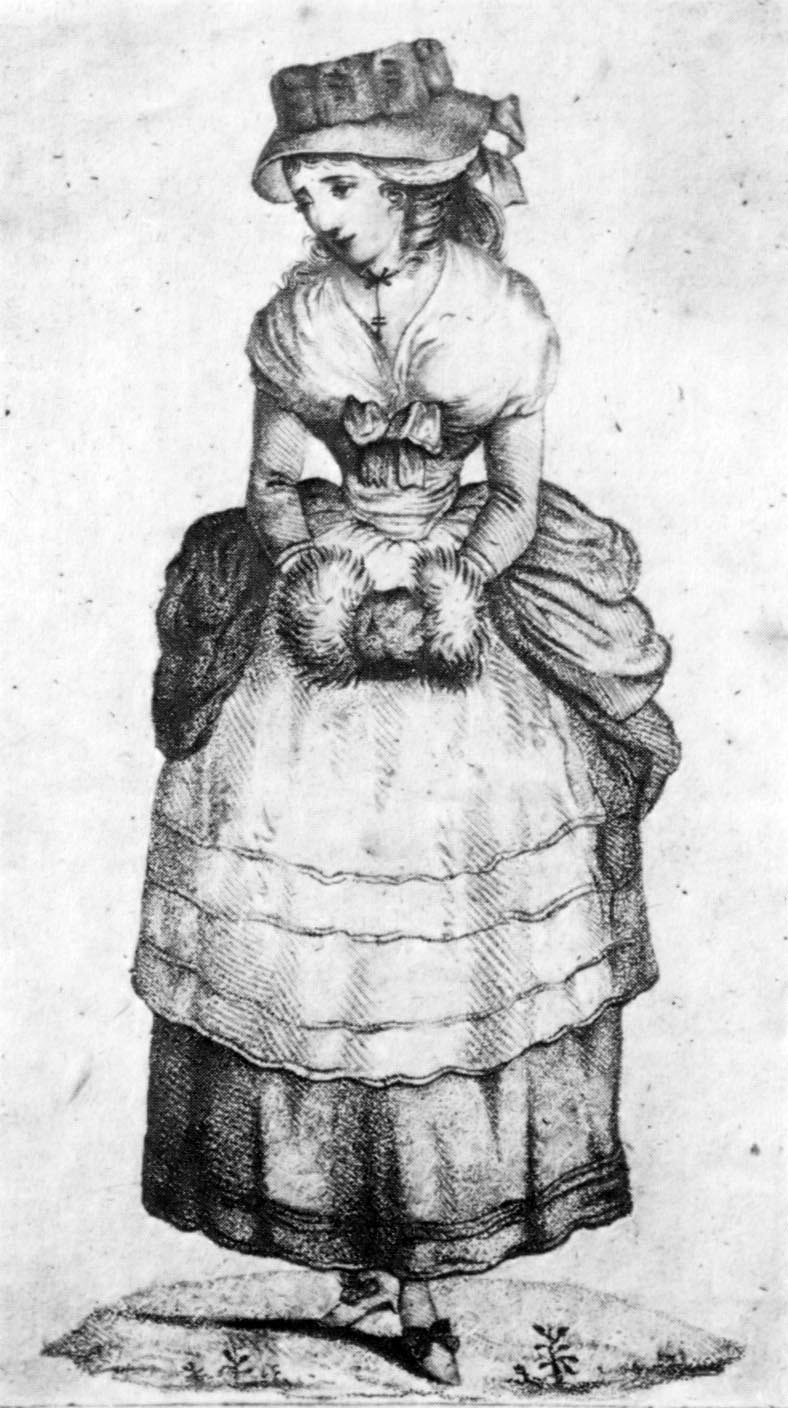
Charlotte Buff

Charlotte Sophie Henriette Buff (* 11. Januar 1753 in Wetzlar; † 16. Januar 1828 in Hannover) war das Vorbild der Lotte in Johann Wolfgang von Goethes Die Leiden des jungen Werthers.

## Leben

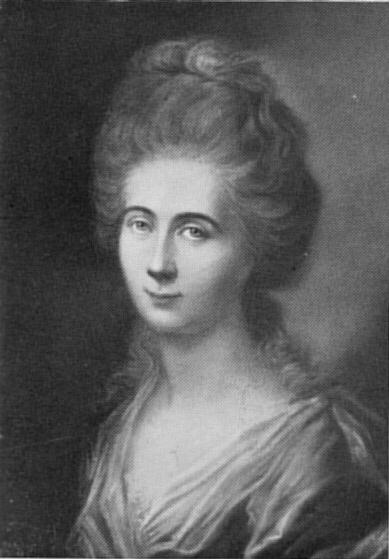
Charlotte Kestner geb. Buff. Pastellgemälde von Johann Heinrich Schröder

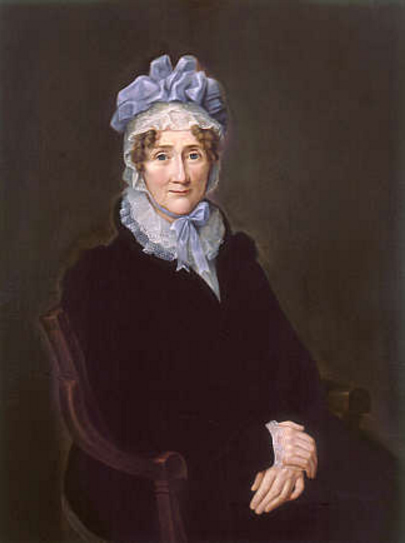
Charlotte Kestner mit blauer Haube, Altersbildnis 1820 von Christian Ahrbeck

Charlotte war das zweite von sechzehn Kindern des Wetzlarer Kastnereiverwalters (1740) und Deutsch-Ordens-Amtmanns (1755) Heinrich Adam Buff (1711–1795) und der Magdalena Ernestina geb. Feyler (1731–1771). Ihr Neffe, Sohn ihres Bruders Wilhelm Karl Ludwig Buff, war der Chemiker Heinrich Buff.
Charlotte wurde 1768 verlobt, heiratete aber erst am 4. April 1773 den kurhannoverschen Legationssekretär Johann Christian Kestner. Die Familie Kestner gehörte im 18. und 19. Jahrhundert zu den sogenannten Hübschen Familien, die an der Spitze des Bürgertums im Kurfürstentum Hannover standen. Seit dem frühen Tod der Mutter 1771 führte Charlotte den väterlichen Haushalt und versorgte ihre zehn jüngeren Geschwister.
Goethe lernte „Lotte“ auf einem Tanzfest kennen: Am 9. Juni 1772 veranstaltete Goethes Wetzlarer Großtante Lange einen Ball im Jägerhaus (heute Goethehaus) in Volpertshausen, einem Dorf bei Wetzlar, vermutlich wegen des Geburtstages von Karoline Buff, Charlottes älterer Schwester, und der bevorstehenden Verlobung Karolines mit dem Sohn von Frau Lange, Dr. jur. Christian Dietz. Zu diesem Ball sollte Goethe Charlotte Buff abholen. Er umwarb zu der Zeit eigentlich die 17-jährige Johannette Lange. Doch sobald Goethe Charlotte kennengelernt hatte, war Johannette vergessen. Lotte bezauberte ihn sowohl durch ihre äußerliche Erscheinung als auch durch ihre offene Art. Wie im Werther beschrieben, tanzte er den ganzen Abend mit ihr, und es imponierte ihm sehr, wie Lotte die Festgesellschaft während des Gewitters mit einem Spiel ablenkte.

Kestners Wohnhaus Große Wallstraße 14; rechts daneben ihr nahegelegenes, von Laves entworfenes Grabmal auf dem Gartenfriedhof an der Marienstraße
mehrfarbige Künstlerpostkarte von Otto Pilzecker, um 1898

Nicht, wie im Werther geschildert, am Tag des Balls, sondern erst am Tag darauf fand die „reizende Szene“ im Hause Buff in Wetzlar statt, die Goethe so begeisterte. Bei seiner Rückkehr auf den Deutschordenshof war Lotte gerade dabei, ihren Geschwistern das Brot zu schneiden. Diesen Anblick verewigte der Wetzlarer Maler Ferdinand Raab in einem Gemälde, angefertigt um 1865, nach einem Kupferstich von Wilhelm von Kaulbach, das im Lottehaus in Wetzlar zu sehen ist. Goethe schildert das Erlebnis im Werther mit den Worten:

„Welch eine Wonne das für meine Seele ist, sie in dem Kreise der lieben, muntern Kinder, ihrer acht Geschwister, zu sehen!“

Auch mit den Geschwistern Lottes verstand Goethe sich bald sehr gut. Selbst zu Kestner, dem Verlobten Charlottes, hatte er nach dessen Rückkehr ein sehr gutes Verhältnis, er behauptet im Werther sogar, dass er Kestners literarisches Alter Ego „Albert“ nach Lotte das Liebste auf der Welt gewesen sei. Andererseits schmerzte Goethe die Aussichtslosigkeit einer Beziehung zu Lotte. Unfähig, Zuneigung und Eifersucht zu zügeln, verließ Goethe nach einem brieflichen Abschied von beiden die Stadt und verarbeitete die Trennung literarisch im 1774 erschienenen Briefroman Die Leiden des jungen Werthers.

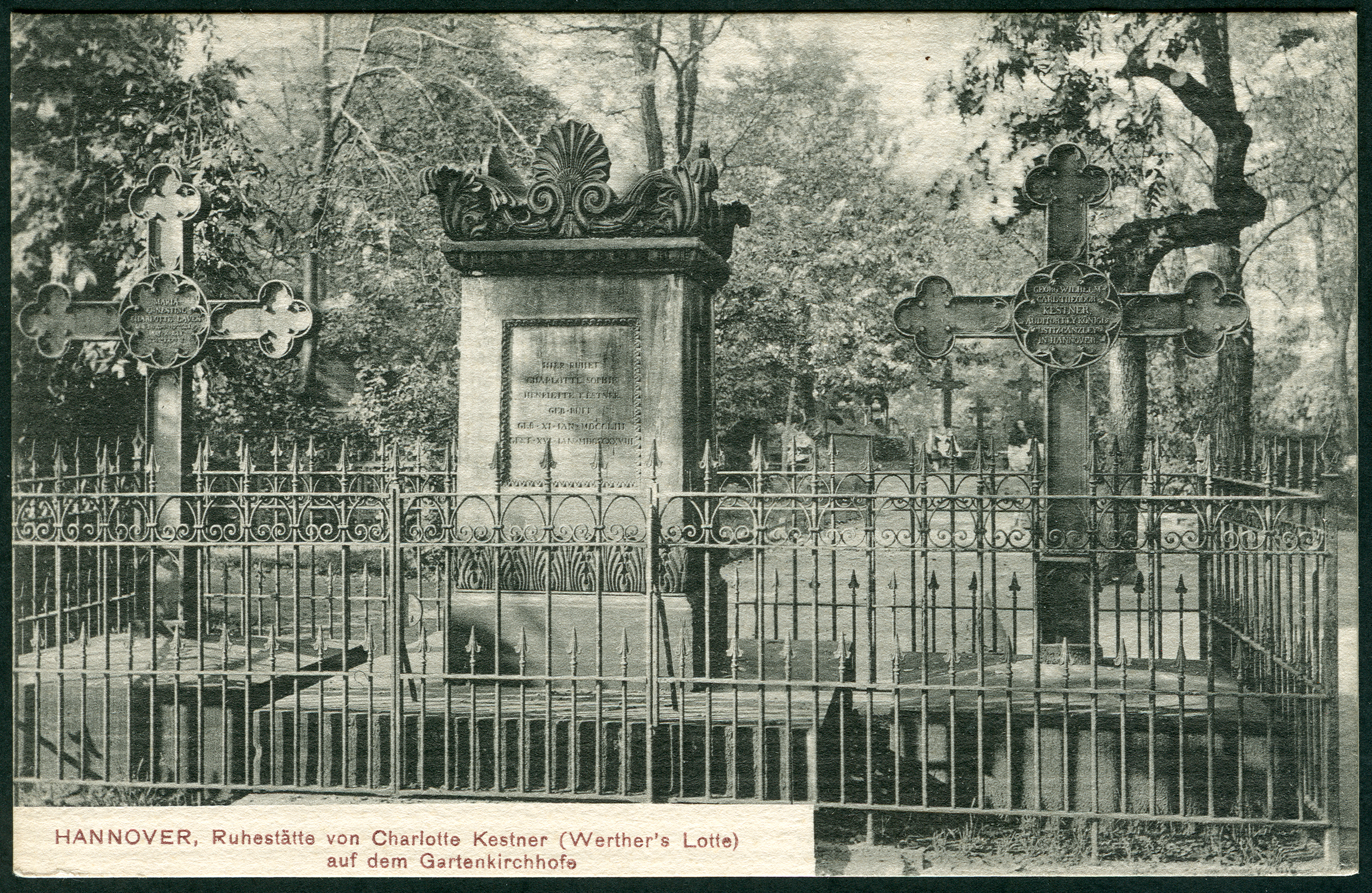
Ehemalige eiserne Einfriedung des Grabmals von Charlotte Kestner mit den Grabkreuzen ihrer Urenkelin Maria Ernestine Charlotte Laves und ihres Enkels Georg Wilhelm Carl Theodor Kestner;
Ansichtskarte Nr. 756 von F. Astholz jun., um 1900

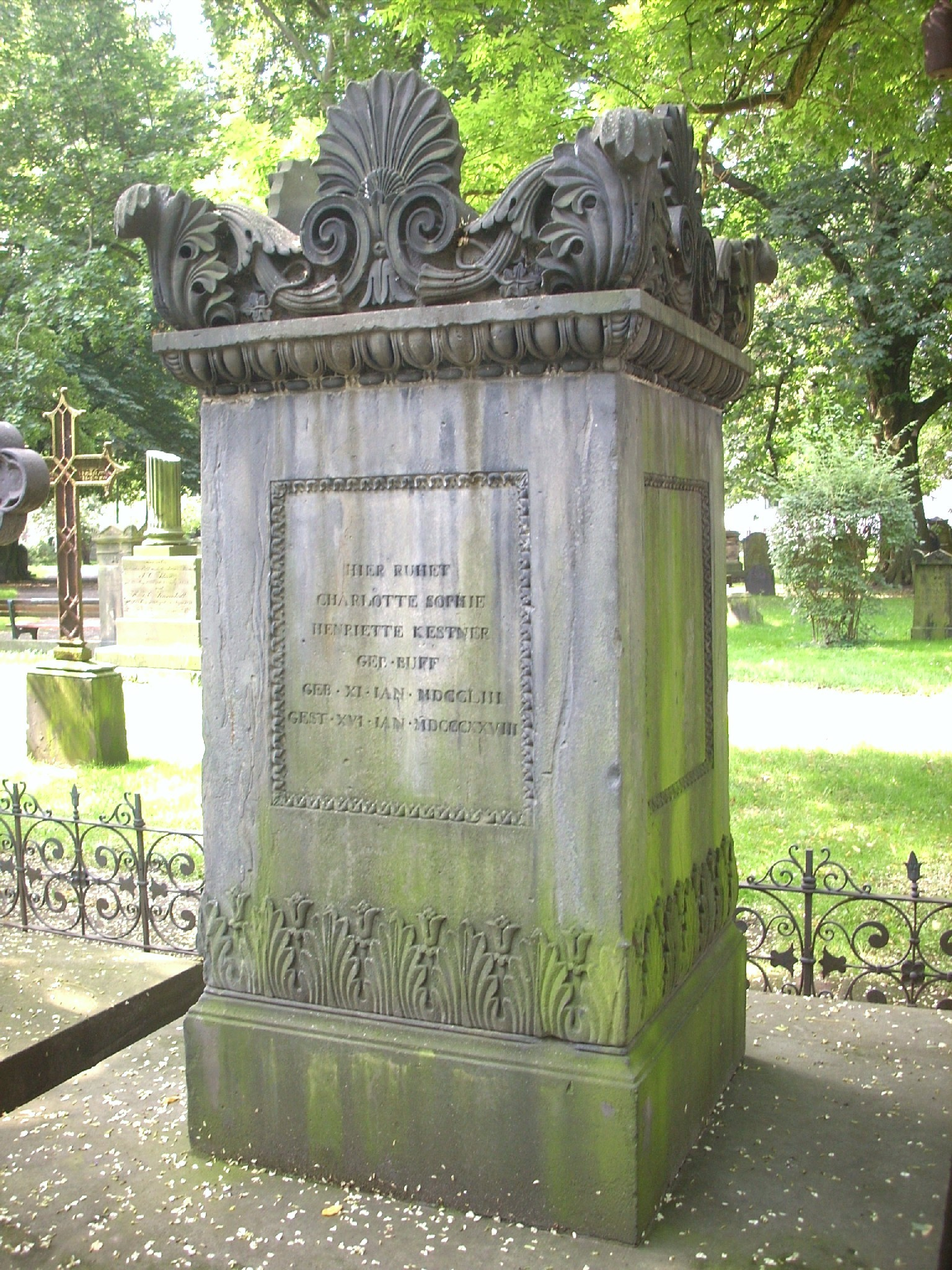
Grabmal auf dem Gartenfriedhof Hannover

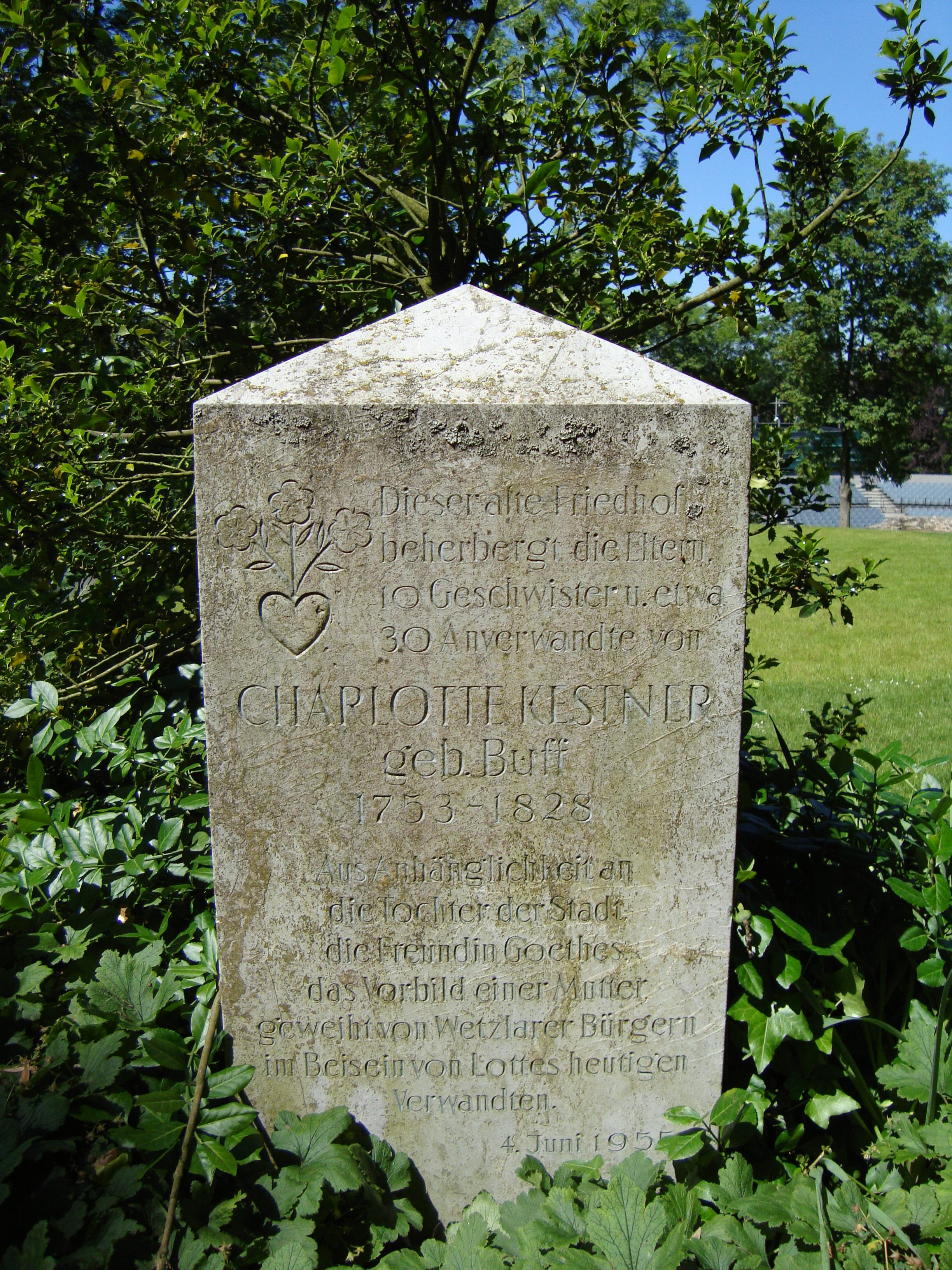
Gedenkstein in Wetzlar

Charlotte heiratete Kestner 1773 und lebte mit ihm in Hannover in der Aegidienneustadt. Sie wurde Mutter von acht Söhnen und vier Töchtern und leitete das große Hauswesen in der Aegidienstraße, später in der Großen Wallstraße (heute Georgswall). Zu ihren Verehrern in Hannover zählte Basilius von Ramdohr. Auch nach dem Tod ihres Mannes im Jahr 1800 blieb sie Bezugspunkt der weit verstreuten Familie und nahm aktiv an deren Fortkommen und Wohlergehen Anteil.
Mit Goethe hatte sie weiter brieflichen Kontakt und veranlasste, dass er ihren Söhnen (u. a. August Kestner) behilflich war. Im September 1816 reiste sie für einige Wochen nach Weimar, wo ihre jüngste Schwester verheiratet war, und begegnete auch Goethe. Das Wiedersehen blieb jedoch einmalig und förmlich. Thomas Mann hat es in seinem 1939 erschienenen Roman Lotte in Weimar  literarisch gestaltet.
Charlotte Kestners Grab befindet sich auf dem Gartenfriedhof in Hannover. Das klassizistische Grabdenkmal stammt vom Ehemann ihrer Enkelin, dem hannoverschen Architekten Georg Ludwig Friedrich Laves.
Direkte Nachfahren von Charlotte Kestner leben heute in Deutschland, der Schweiz und Frankreich. Nach den neuesten Forschungen gibt es bis heute über 1200 Nachfahren von Charlotte und ihren Geschwistern.

### Kinder
- Georg Heinrich Friedrich Wilhelm Kestner  (1774–1867), Archivar, Bankier, Kunst- und Autographensammler, verheiratet mit Henriette Partz
- Wilhelm Georg Konrad Arnold Kestner (1775–1848), Amtmann in Hagen, verheiratet mit Luise Iffland
- Philipp Karl Kestner (1776–1846), Fabrikbesitzer in Thann, Elsaß
- Georg August Christian Kestner (1777–1853), Diplomat und Kunstsammler
- Theodor Friedrich Arnold Kestner (1779–1847), Mediziner, Stadtphysikus in Frankfurt am Main, verheiratet mit Marie Lippert
- Charlotte Kestner (*† 1783)
- Eduard Kestner (1784–1823), Fabrikbesitzer in Thann, Elsaß
- Hans Ernst Hermann Septinus Kestner (-Lippert) (1786–1871), kgl. hannoverscher Geheimer Kammerrat
- Charlotte Kestner (1788–1877), lebte ledig in Basel
- Louise Amalie Henriette Antoinette Kestner (1791–1804)
- Clara Sophie Kestner (1793–1866), Konventualin im Fräuleinstift Marienwerder
- Friedrich Kestner (1795–1872), Kaufmann in Le Havre, kgl. hannoverscher Generalkonsul, verheiratet mit Mathilde Doormann

### Großneffe
- Hans Buff-Gießen (1862–1907), Opernsänger (Tenor)[6]

## Rezeption

### Romane
- Thomas Mann: Lotte in Weimar, 1939

### Filme
- 1974: Lotte in Weimar, nach dem Roman von Thomas Mann. Die Titelrolle spielte Lilli Palmer, Martin Hellberg spielte den Goethe.
- 2010: Goethe!, Lotte wird dargestellt von Miriam Stein

### Gedächtnisfeiern
- 1928 und 2003 organisierte die Goethe-Gesellschaft Hannover Gedächtnisfeiern für Charlotte Kestner.[7]

### Namensgebung
- Der koreanische Konzern Lotte ist nach Charlotte Buff benannt. Der Gründer Shin Kyuk-Ho war so begeistert von Goethes Roman, dass er seinem Unternehmen den Namen Lotte gab.[8]

### Plastiken
1974 wurde bei der Aufstellung der Nanas in Hannover eine Nana als Charlotte benannt.